# Artsept
Artsept est une revue trimestrielle de cinéma parue en 1963. 
Fondée à Lyon par Raymond Bellour en janvier 1963, la revue Artsept n'a publié que trois numéros, chacun constituant un dossier thématique de 150 pages (« Un cinéma réel », « Cinéma et vérité » et « Cinéma et amour ».
Le comité de rédaction était composé notamment de Raymond Bellour, Jean Cayrol, Armand Gatti, Jean-Louis Leutrat, Jean Michaud et Bernard Pingaud. 